# Robert Leckie
Robert Leckie (18 de dezembro de 1920 – 24 de dezembro de 2001) foi um jornalista e escritor norte-americano de história militar dos Estados Unidos. Na juventude, ele serviu no Corpo de Fuzileiros e lutou em várias batalhas no Pacífico durante a Segunda Guerra Mundial. Suas experiências como atirador e batedor durante a Batalha de Guadalcanal e em outras campanhas daquela guerra o influenciaram muito em sua obras.

## Biografia
Leckie nasceu em 18 de dezembro de 1920, na cidade de Filadélfia, na Pensilvânia, em uma família de oito filhos. Ele cresceu em Rutherford, Nova Jérsei. Ele começou sua carreira como escritor ainda na escola como colunista esportivo em um jornal de Hackensack.
A 18 de janeiro de 1942, Leckie se alistou no Corpo de Fuzileiros Navais dos Estados Unidos. Ele foi então enviado para o Teatro de operações do Pacífico, como batedor e operador de metralhadoras na Companhia H do 2º Batalhão do 1º Regimento da 1ª Divisão de Fuzileiros. Ele viu combate nas batalhas em Guadalcanal, em Cabo Gloucester e em Peleliu, sendo que nesta última ele acabou sendo ferido em ação após uma explosão de concussão. Devido a esses ferimentos, ele foi evacuado para um hospital do exército nas Ilhas Pavuvu. Ele retornou para os Estados Unidos em março de 1945 e foi dispensado com honras logo perto do término da Segunda Guerra Mundial.
Após o conflito, Leckie trabalhou como repórter nas agências Associated Press, Buffalo Courier-Express, New York Journal-American, New York Daily News e The Star-Ledger. Ele se casou com Vera Keller, uma amiga e vizinha de infância, e eles tiveram três filhos: David, Geoff e Joan. De acordo com Vera, em 1951 ele se inspirou a escrever suas memórias após assistir o musical South Pacific na Broadway. Ele teria dito: "Eu quero contar como a história realmente foi. Eu tenho que contar as pessoas que a guerra não é um musical". Seu primeiro e mais bem sucedido livro, Helmet for My Pillow, que são suas memórias de combate, foi publicado em 1957. Ao longo de sua vida Leckie escreveria mais 40 livros sobre a história militar dos Estados Unidos, indo desde a Guerra Franco-Indígena (1754–1763) até a Guerra do Golfo (1991).
Robert Leckie faleceu em 24 de dezembro de 2001, após anos sofrendo com o mal de Alzheimer. Ele foi casado com sua esposa Vera por 55 anos e tiveram três filhos que já tinham lhe dado seis netos. Ele foi enterrado no Mausoléu de St. Joseph, em Newton, Nova Jérsei.
O livro de Leckie, Helmet for My Pillow, junto com a obra With the Old Breed de Eugene B. Sledge, serviram como material de base para a mini-série da HBO intitulada The Pacific, de 2010. Ele foi interpretado pelo ator James Badge Dale.